# 肯纳威克 (华盛顿州)
肯纳威克（英語：Kennewick）是美国华盛顿州本顿县的一座城市，靠近漢福德原子反應廠（Hanford nuclear site）。本市是三城中人口最多的。肯纳威克位于哥伦比亚河南岸，即在帕斯科的對岸、哥伦比亚河和雅基馬河匯流處的南方。根据美国2010年人口普查，共有73,917人，其中白人占82.93%、亚裔美国人占2.12%、非裔美国人占1.14%。2012年4月1日，華盛頓州財務管理局（Washington State Office of Financial Management）估計該市有75,160人。
距本市最近的商務機場為三城機場——位於帕斯科的地方商務及私人機場。
富比士雜誌將肯纳威克列為全美工作成長第二大地區，而鄰近的雅基馬則被列為第一大。此文章用太平洋西北國家實驗室及地區農田所雇用的科學家人數來引證。

## 著名人士
- 斯科特·波拉德－前NBA球員。

## 姊妹市
肯納威克有兩個姊妹市：
- 中華民國新北市鶯歌區
- 中華民國桃園市

## 資料來源
1. ↑  . American FactFinder. 美国人口调查局.   [2012-08-25]. （原始内容存档于2011-07-21） （英语）.
2. ↑  . United States Census Bureau.   [2008-01-31].
3. ↑  . United States Geological Survey. 2007-10-25  [2008-01-31].
4. ↑   (PDF). Washington State Office of Financial Management (web site). 2012-08-25  [2012-08-25]. （原始内容存档 (PDF)于2013-01-20） （英语）.
5. 1 2  Weiss, Tara; Schmitt, Emily. "Where The Jobs Are, Spring 2009" （页面存档备份，存于）. Forbes.com. 2009年3月10日。於2010年2月28日檢索。此文章連結至"In Pictures: Best Cities For New Jobs This Spring （页面存档备份，存于）".（英文）
6. ↑  "Sister Cities, States, Counties & Ports" 的存檔，存档日期2012-11-05.. State of Washington. 於2010年2月28日檢索。（英文）

## 外部連結
- （英文） 肯纳威克市
- （英文） 三城先驅報 （页面存档备份，存于）